# Anders Rasmussen
Anders Rasmussen (8 novembre 1968) è un pilota motociclistico danese, ritiratosi dall'attività agonistica, campione europeo Superbike nel 1994.

## Carriera
Nel 1993 prende parte al Gran Premio di Svezia nel campionato mondiale Superbike in qualità di wildcard. Dopo essersi ritirato in gara uno, chiude tra i primi venti la seconda prova: questo piazzamento, essendo la gara valevole anche per il campionato europeo, gli consente di conquistare quattro punti continentali. Nel 1994 è pilota titolare nel campionato europeo Superbike dove, in sella ad una Yamaha, pur senza vincere prende punti in tutte le quattro gare disputate. Si laurea campione europeo con un margine di quattro punti di vantaggio su Massimiliano Colombari. Nel 1995 prende parte a cinque Gran Premi nel mondiale Superbike: anche in questa circostanza non ottiene punti iridati. Nel 1996 disputa altri sei Gran Premi, sempre con Yamaha senza ottenere punti.

## Risultati in gara nel mondiale Superbike
| 1993 | Moto   |  |  |  |  |  |  |  |  |  |  |  |  |     |    |  |  |  |  |  |  |  |  |  |  |  |  | Punti | Pos. |
| ---- | ------ |  |  |  |  |  |  |  |  |  |  |  |  | --- | -- |  |  |  |  |  |  |  |  |  |  |  |  | ----- | ---- |
| 1993 | Yamaha |  |  |  |  |  |  |  |  |  |  |  |  | Rit | 19 |  |  |  |  |  |  |  |  |  |  |  |  | 0     |      |

| 1995 | Moto   |    |    |    |     |  |  |  |  |  |  |    |    |  |  |    |    |  |  |    |    |  |  |  |  |  |  | Punti | Pos. |
| ---- | ------ | -- | -- | -- | --- |  |  |  |  |  |  | -- | -- |  |  | -- | -- |  |  | -- | -- |  |  |  |  |  |  | ----- | ---- |
| 1995 | Yamaha | NQ | NQ | 27 | Rit |  |  |  |  |  |  | 26 | 23 |  |  | 21 | 23 |  |  | 22 | 17 |  |  |  |  |  |  | 0     |      |

| 1996 | Moto   |    |    |     |    |     |    |    |    |  |  |  |  |    |    |  |  |  |  |    |     |  |  |  |  |  |  | Punti | Pos. |
| ---- | ------ | -- | -- | --- | -- | --- | -- | -- | -- |  |  |  |  | -- | -- |  |  |  |  | -- | --- |  |  |  |  |  |  | ----- | ---- |
| 1996 | Yamaha | 24 | 18 | Rit | NP | Rit | 18 | 18 | 19 |  |  |  |  | 20 | 16 |  |  |  |  | 20 | Rit |  |  |  |  |  |  | 0     |      |

| Legenda | 1º posto        | 2º posto            | 3º posto           | A punti      | Senza punti        | Grassetto – Pole position Corsivo – Giro più veloce |
| Legenda | Gara non valida | Non qual./Non part. | Ritirato/Non class | Squalificato | '-' Dato non disp. | Grassetto – Pole position Corsivo – Giro più veloce |